# 李天命
李天命（英語：Lee Tien Ming，1945年5月5日—），香港分析哲學家、邏輯實證主義者、作家、詩人。2005年退休前是香港中文大學哲學系講師。著作有《李天命的思考藝術》《哲道行者》《破惘》《從思考到思考之上》《殺悶思維》《存在與反思》《思考與人生》《語理分析的思考方法》等。80年代尾至90年代初主要以批評基督教思想於香港建立名聲。

## 背景

### 早年生活
李天命早年於九龍城長大，未曾入讀幼稚園。他5歲時已思考哲學問題，中學階段曾於位於界限街174號的孟氏圖書館翻閱《哲學概論》，自此對哲學留下印象，並在預科畢業後報讀香港中文大學哲學系。此前，他於伯特利小學從小一年級讀至小六年級（1958年小六），繼而於伯特利中學由1958年中一年級讀至1962年中四下學期完結為止。在校期間因為打架、逃學以及考試作弊而被校方要求退學，如是在1962年插班入讀德明中學中五年級，且於1964年在該校完成中六課程。後來李天命於1968年修畢香港中文大學文學士學位。1970取得香港中文大學哲學碩士學位。唸大學時曾於1965年至1966年擔任新亞書院學生會主席。

### 個人發展
李天命在1972年推出著作《存在主義概論》。1975年自美國芝加哥大學取得博士學位後，他返回母校香港中文大學任教。1981年9月撰寫《語理分析的思考方法》。及至1987年9月30日，香港學園傳道會在香港中文大學校園舉行辯論，主題為「相信神的存在是更合理嗎？」由正方的加拿大學園傳道會巡迴演講員韓那（Michael Horner）對反方的香港中文大學哲學系講師李天命。梁燕城後於1988年8月在明報月刊發表「評李天命的〈思辯與宗教〉」一文，同年10月在明報月刊再發表「向李天命道歉」一文。到了1991年1月，坊間把李天命的哲學觀點及軼事出版成書，定名《李天命的思考藝術》。而李天命亦於1996年推出其另一著作《李天命詩集─寒武紀》，同年3月推出《破惘》。
2002年7月，《從思考到思考之上》出版，李天命又首度公開《哲道十四闋》圖示。當2005年4月14日下午於中文大學崇基學院陳國本樓講授《哲學分析》「醒——中乘」一課完結後，李天命正式退休，結束其30年的教學生涯。他未幾於2005年7月推出《哲道行者》。往後仍有出席演講活動或創作書籍，如於2005年12月17日在香港科技大學演講《我心目中理想的教育改革》。演講收錄於《殺悶思維》內，由張海澎執筆。2006年7月推出《殺悶思維》。由1975年至今，李天命曾作公開演講，包括1989年3月於香港理工學院演講《意義的思索-思考與人生》、1990年5月於香港大會堂演講《邏輯與詩之間》、1990年9月於香港法住文化學院演講《思入風雲》首講《紛亂中的寧定》、1991年5月於香港城市理工學院演講《存在與反思》、1991年11月於香港浸會學院演講《從人生觀到應世哲學》、1992年於香港電台第二台主講《思考十三輯》、1994年於香港電台第二台主講《思考與探索》、2000年演講《思方學八講》第一至七講、2001年11月23日於香港理工大學為2001年度《千禧講座》主講《天下大勢，宇宙公民》（再度批評「極端相對主義」及「濫人權主義」，並進而批評更為廣泛的「偽專形式主義」，最後加以批評「宗教霸權心態」。演講收錄於《從思考到思考之上》內，由張海澎執筆）、2002年5月7日於香港嶺南大學演講《學習與思考》。其中，他於1999年3月25日在香港大學主講通識講座《思考》第七講《總結》，批評當世三大盲潮包括「極端相對主義」、「濫人權主義」及「偽專管理主義」。演講雖然超時兼長達4小時半，最後換來聽眾長時間鼓掌作結。演講由蘇劍華記錄，初載於《明報月刊》1999年八月號，後收錄於《從思考到思考之上》內。

### 其他資料
劉天賜是李天命在中大任教的第一批學生之一。演員李菁則曾是李天命的英語學生。此外，李氏從1971年10月24日起，收存唐君毅簡書「致李天命」至今，並以附錄形式收在《哲道行者》中。
2015年8月2日，他在《明報》網站討論區批評名譽資深大律師及前香港大學法律學院院長陳文敏，指「可能更上層樓出任香港大學副校長一職的這位陳教授，其頭腦級數被揭破如上，讓人捧腹之餘，不無感嘆」。同年10月4日，在《明報》網站討論區批評大學本科生馮敬恩，並內文包括一首打油詩：「馮敬恩，無句真。大話精，說摘星。人無信，不可信。凡交往，必騙盡。」。2015年10月10日，李氏在《明報》網站討論區稱自己「不親共，但頗敬共，同时敬而远之」，又指自己已過世的父親是非常反共的國民黨黨員，在國民黨執政時在大陸當過九品芝麻官，但於共黨擊敗國民黨後，父母親帶着一家人逃難來到香港。

## 思想概覽
在李天命看來，最重要的問題為「思、生、死」三題：
1. 如何思考得確當靈銳？
2. 如何生存得愉快而有意義？
3. 如何可以面對死亡而不失寧定安然？

其中又以思考居首。照他所言，要具備了確當思考的先決條件，才能恰當判斷生死問題。

### 思考方法
李天命的思考方法，是教人在這個謬誤叢生的世界中，如何分清真偽。
- 語理分析 —— 李氏論述封閉系統實乃思想之所以偏蔽窒礙、心靈之所以盲目瘋狂的主因，而語理分析正是破解封閉系統之最佳的方法。[21]
- 謬誤剖析 —— 批判思維除了語理分析外，另一個有重要實效價值的環節就是謬誤剖析。李先生提出的「四不架構」既精巧又恰當地把各種謬誤歸納起來，兼且別具一格（試看一下一些流行的邏輯書對謬誤的論述[21]）。
- 邏輯技巧
- 科學法度
- 創意策略 —— 創意思維最大關鍵就在於頭腦夠靈，最最根本的法式，那就是問：「關於Ｘ，（還）有什麼值得考慮的可能性？」[22]

### 悲憫眾生
李天命說，不要聽到悲憫眾生就以為老土，最前衛的人道主義、人權思想，其根底其實都在悲憫眾生。

## 著作

### 「哲道十四闋」
李天命對已出版及打算出版的著作的統稱，但不包括早期出版的《存在主義概論》。「哲道十四闋」最先於《從思考到思考之上》中提出，再在《哲道行者》略為修訂，至今已出版的有八闋（其中一闋《天經》包含在《哲道行者》之中）。在尚未出版的「哲道十四闕」書籍中，《智劍與天琴》是他本人提及最多的一部，一直在「寫作中」，但至今尚未出版。在二零零七年就在明報李天命網上思考討論區發布「扉句」，《明報月刊》六月號《懶慧主義與獨立思考》一文提到該書已「寫好大半」，二零一三年在上述討論區發布「綱目大要」等。

### 已出版作品

#### 著作書目
1. 《存在主義概論》（ISBN 957-15-0159-X, 香港，大學生活社，1972年）
2. 《語理分析的思考方法》（ISBN 9789623937009，香港，青年書屋，1981年9月初版）
3. 《李天命詩集─寒武紀》（ISBN 019-587-698-9，香港，牛津大學出版社，1996年、2007年增訂本初版）
4. 《破惘 - 思之旅（星篇）》（ISBN 962-357-834-2，香港，明報出版社，1996年3月初版）
5. 《李天命的思考藝術》（戎子由、梁沛霖合編)（ISBN 962-357-297-2，香港，明報出版社，1991年1月初版、1998年7月終定本·27版、2009年7月最終定本·60版）
6. 《從思考到思考之上 - 思之旅（宙篇）》（ISBN 962-973-681-0，香港，明報出版社，2002年7月初版）
7. 《哲道行者》（ISBN 962-8871-18-8，香港，明報出版社，2005年7月初版、2009年7月最終定本·16版）
8. 《殺悶思維- 思之旅（晶篇）》（ISBN 962-8918-41-9，香港，明報出版社，2006年7月初版）
9. 《不定名》（ISBN 978-988-74377-0-3，香港，明報月刊出版社，2020年6月初版）

#### 粵語演講錄音
- 《存在與反思》（香港，明報出版社）
- 《邏輯與詩之間》（香港，明報出版社）
- 《從人生觀到應世哲學》（香港，明報出版社）
- 《思考與人生》（香港，明報出版社）
- 《紛亂中的寧定》（香港，明報出版社）
- 《思考與智慧》（香港，法住出版社）
- 《思考方法與獨立思考》（香港，法住出版社）
- 《VCD‧天下大勢‧宇宙公民》（香港，明報出版社）
- 《思方學八講》 （香港，明報出版社）

1. 第一講［74:37］從思考方法到人生問題——如何處理自我
2. 第二講［74:37］語理分析（二之一）——思想網絡
3. 第三講［51:55］語理分析（二之二）——語害三分框架
4. 第四講［68:43］謬誤剖析（三之一）——四不架構·不一致的謬誤
5. 第五講［78:59］謬誤剖析（三之二）——不相干的謬誤
6. 第六講［60:25］謬誤剖析（三之三）——不充分的謬誤與不當預設的謬誤
7. 第七講［55:50］科學方法與創意策略
8. 第八講（總結）思方第一環第一刺

- 《心通識六講》 （香港，明報出版社）

1. 從提升自我到放下自我
2. 胸襟與教養
3. 成敗與得失
4. 愛情與浪漫
5. 因果與命運
6. 美善、公義、自由

## 外部連結
官方：
- 李天命網上思考（第一期） （页面存档备份，存于）
- 李天命網上思考（第二期） （页面存档备份，存于）
- 李天命網上思考（第三期） [25]
- 李天命網上思考（第四期） （页面存档备份，存于）

非官方：
- 李天命書目
- 智者與遊俠Forum （页面存档备份，存于）